# Говежда
Гове́жда (болг. Говежда) — село в Монтанській області Болгарії. Входить до складу общини Георгій-Дамяново.

## Населення
За даними перепису населення 2011 року у селі проживали 490 осіб.
Національний склад населення села:
| Національність   | Кількість осіб | Відсоток |
| ---------------- | -------------- | -------- |
| болгари          | 481            | 98,8%    |
| цигани           | 3              | 0,6%     |
| інша             | 0              | 0%       |
| Всього відповіли | 487            |          |

Розподіл населення за віком у 2011 році:
Динаміка населення: